# Den Europæiske Studenterorganisation for Farmaceutstuderende
Den Europæiske Studenterorganisation for Farmaceutstuderende (engelsk The European Pharmaceutical Students' Association forkortet EPSA) er en non-profit, ikke-statslig, ikke-religiøs og apolitisk paraplyorganisation bestående af 45 farmaceutiske studenterforeninger fra 37 lande og repræsenterer mere end 100.000 farmaceutstuderende fra hele Europa. Foreningens formål er at fremlægge idéer og meninger for alle europæiske farmaceutstuderende for at fremme farmaceutuddannelsen, den farmaceutiske profession samt de videnskabelig fremskridt inden for farmaci. EPSA har hovedsæde in Bruxelles, Belgien hos Pharmaceutical Group of the European Union.